# Wolfhart VI. von Borsselen

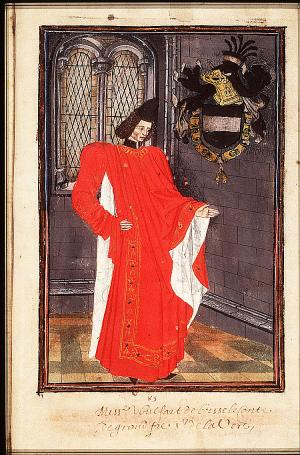
Wolfhart im Wappenbuch des Ordens vom Goldenen Vlies, Den Haag, KB, 76 E 10, fol. 81r

Wolfhart VI. von Borsselen (* um 1433; † 29. April 1487 in Gent) war ein niederländischer Adliger.

## Leben
Er war der einzige Sohn von Heinrich II. von Borsselen († 1474) und Johanna von Halewyn. Aus dem Recht seiner ersten Gattin, einer Tochter des schottischen Königs Jakob I., war er von 1444 bis 1465 Earl of Buchan. 1464 wird er als Marschall von Frankreich und Kammerherr im Haushalt König Ludwigs XI. erwähnt, hinterließ jedoch in dieser Funktion keine größeren Spuren in der Geschichte. 1474 beerbte er seinen Vater als Herr von Veere, Zandenburg, Vlissingen, Domburg, Westkapelle und Brouwershaven, sowie Graf von Grandpré. Von 1477 bis 1480 amtierte er als burgundischer Statthalter von Holland, Zeeland und Friesland. 1478 wurde er als Ritter in den Orden vom Goldenen Vlies aufgenommen.
Wolfhart VI. von Borsselen wurde in Zandenburg bestattet. Er war der letzte legitime männliche Vertreter der Familie Borsselen.

## Ehen und Nachkommen
Er heiratete in erster Ehe 1444 in Veere Mary Stewart, Countess of Buchan († 20. März 1465), Tochter des schottischen Königs Jakob I., begraben in Zandenburg. Aus dieser Ehe hatte er einen Sohn, Karl (* 1451, † 13 Jahre alt in Löwen).
In zweiter Ehe heiratete er (Ehevertrag vom 17. Juni 1468) Charlotte de Bourbon (* wohl 1449, † 18. März 1478), Tochter von Ludwig III., Graf von Montpensier. Aus dieser Ehe hatte er fünf Kinder:
- Ludwig (* 1470)
- Anna (* wohl 1471; † 8. Dezember 1518); ⚭ I Philipp von Burgund († 4. Juli 1498 in Brügge), Herr von Beveren, Gouverneur von Artois, Admiral von Flandern, Ritter des Ordens vom Goldenen Vlies; ⚭ II 1503 Ludwig von Montfort, Herr von Veere († 10. November 1505)
- Margarete (* wohl 1472, † 14. Februar/30. Juni 1509 in Brüssel), Frau von Kloetinge und Ridderkerk; ⚭ 1502 in Vianen Walraf II. Herr von Brederode, Vianen und Ameide, Burggraf von Utrecht († Februar 1531), bestattet in Vianen
- Maria, Herrin von Baarland; ⚭ 1480 Martin, Herr von Polheim († 1498), Ritter des Ordens vom Goldenen Vlies
- Johanna (* 1476; † 1509), Herrin von Fallais ⚭ 1494 in Mechelen Wolf Freiherr von Polheim, Oberster Hauptmann in Niederösterreich, Ritter des Ordens vom Goldenen Vlies († 11. November 1512). Beide sind begraben in der St.-Anna-Kirche bei Vöcklabruck.